# 呂号第三十五潜水艦
|          |                                                                         |
| 艦歴     |                                                                         |
| 計画     | 昭和16年度計画（マル臨計画）                                            |
| 起工     | 1941年10月9日                                                           |
| 進水     | 1942年6月9日                                                            |
| 就役     | 1943年3月25日                                                           |
| その後   | 1943年8月25日爆雷攻撃で沈没                                             |
| 亡失認定 | 1943年10月2日                                                           |
| 除籍     | 1943年12月1日                                                           |
| 性能諸元 |                                                                         |
| 排水量   | 基準：960トン 常備：1,109トン 水中：1,447トン                           |
| 全長     | 80.50m                                                                  |
| 全幅     | 7.05m                                                                   |
| 吃水     | 4.07m                                                                   |
| 機関     | 艦本式22号10型ディーゼル2基 電動機、2軸 水上：4,200馬力 水中：1,200馬力 |
| 電池     | 1号15型240コ                                                            |
| 速力     | 水上：19.8kt 水中：8.0kt                                                |
| 航続距離 | 水上：16ktで5,000海里 水中：5ktで45海里                                 |
| 燃料     | 重油                                                                    |
| 乗員     | 61名                                                                    |
| 兵装     | 40口径8cm高角砲1門 25mm機銃連装1基2挺 53cm魚雷発射管 艦首4門 魚雷10本   |
| 備考     | 安全潜航深度：80m                                                       |

呂号第三十五潜水艦（ろごうだいさんじゅうごせんすいかん）は、日本海軍の潜水艦。呂三十五型潜水艦（中型）の1番艦。

## 艦歴
1941年（昭和16年）の昭和16年度計画（マル臨計画）により、1941年10月9日、三菱重工業神戸造船所で起工。1942年（昭和17年）6月9日進水。1943年（昭和18年）3月25日に竣工し、二等潜水艦に類別。同日、舞鶴鎮守府籍となり、訓練部隊である呉鎮守府呉潜水戦隊に編入された。
4月1日、呉潜水戦隊は第11潜水戦隊に改編され、第一艦隊所属となる。
7月17日、呂35は呉を出港し、トラックに移動。20日、第六艦隊付属となる。
8月16日、呂35はトラックを出港し、エスピリトゥサント島周辺海域に進出する。25日1700、エスピリトゥサント島を出港してきた6隻の輸送船からなる輸送船団を発見したとの報告を最後に消息不明。
アメリカ側記録によると、同日1912、サンタクルーズ諸島沖で、ニューヘブリディーズ諸島からソロモン諸島に向かっていた輸送船団を護衛中の米駆逐艦パターソン(USS Patterson, DD-392)がレーダーで船を探知。3700mまで接近したところでレーダーから反応が消えたため、相手が潜水艦だと判断した。その後、3500mの距離で潜航中の潜水艦をソナー探知し、爆雷攻撃を行った。2153、パターソンは水深の深いところで発生した爆発音を聴取した。これが呂35の最期の瞬間であり、艦長の真鍋正輝大尉以下乗員66名全員戦死。沈没地点はネンドー島南西170浬地点付近、南緯12度57分 東経164度23分 / 南緯12.950度 東経164.383度。
10月2日、エスピリトゥサント島方面で亡失と認定され、12月1日に除籍された。

## 歴代艦長

### 艤装員長
- 不詳

### 艦長
- 真鍋正輝 大尉：1943年3月25日 - 8月25日戦死[6]